# Marie-Hélène Prémont
Marie-Hélène Prémont (Quebec, 24 de octubre de 1977) es una deportista canadiense que compitió en ciclismo de montaña en la disciplina de campo a través.
Participó en los Juegos Olímpicos de Atenas 2004, obteniendo una medalla de plata en la prueba de campo a través. Ganó una medalla de bronce en el Campeonato Mundial de Ciclismo de Montaña de 2006.

## Palmarés internacional
| Juegos Olímpicos   | Juegos Olímpicos        | Juegos Olímpicos  | Juegos Olímpicos |
| Año                | Lugar                   | Medalla           | Competición      |
| ------------------ | ----------------------- | ----------------- | ---------------- |
| 2004               | Atenas (Grecia)         | Medalla de plata  | Campo a través   |
| Campeonato Mundial |                         |                   |                  |
| Año                | Lugar                   | Medalla           | Competición      |
| 2006               | Rotorua (Nueva Zelanda) | Medalla de bronce | Campo a través   |